# نگگوشوو
نگگوشوو (به صربی: Njegoševo) یک منطقهٔ مسکونی در صربستان است که در Bačka Topola Municipality واقع شده‌است. نگگوشوو ۶۳۲ نفر جمعیت دارد.